# Узбекистан на літніх Олімпійських іграх 1996
Узбекистан на літніх Олімпійських іграх 1996 представляв 71 спортсмен, з них 8 жінок, у дванадцяти видах спорту.

## Нагороди
| Срібло |                  |                         |          |
| №      | Спортсмени       | Вид спорту (дисципліна) | Дата     |
| 1      | Армен Багдасаров | Дзюдо (до 86 кг)        | 22 липня |
| Бронза |                  |                         |          |
| №      | Спортсмени       | Вид спорту (дисципліна) | Дата     |
| 1      | Карім Туляганов  | Бокс (до 71 кг)         | 1 серпня |

## Склад олімпійської команди Узбекистану

### Бокс
Спортсменів — 7
- До 71 кг. Карім Туляганов Підсумок —  бронзова медаль.
- До 57 кг. Улугбек Ібрагімов
- До 60 кг. Мухаммадкадир Абдулаєв
- До 67 кг. Наріман Атаєв
- До 75 кг. Ділшод Ярбеков
- До 81 кг. Тимур Ібрагімов
- До 91 кг. Руслан Чагаєв